# Алісія Епплмен-Юрман
Алісія Юрман, у шлюбі Аппельман-Юрман (9 травня 1930, Росільна, тепер Богородчанський район, Івано-Франківська область, за іншими даними Бучач Україна — 8 квітня 2017, Сан-Хосе, Каліфорнія) — ізраїльсько-американська мемуаристка єврейського походження.
Народилась в селі Росільна (тепер Богородчанський район, Івано-Франківська область). У віці 5 років батьки Зиґмунд (за її словами, народився у Відні, офіцер під час першої світової) та Фріда (уродженка Швеції) переїхали до Бучача. Її батьки і четверо братів (Моше, Буньо, Герцль та Захарій) померли під час Голокосту. Під час Другої світової війни Алісія врятувалася, стрибнувши з вікна поїзда, який транспортував євреїв з Бучача до німецького концентраційного табору.
Від 1952 — у США. Авторка мемуарів. У книзі «Alicia: My story» («Алісія: Історія мого життя»; Нью-Йорк, 1988) розповіла на підставі власних спогадів про загибель єврейської громади Бучача під час німецько-нацистської окупації 1941–1944. Інтерв'ю з нею записане у місті Ла-Габра, Каліфорнія (1996).